# مليح بن الحكم الهذلي
مُلَيح بن الحكم بن صخر بن أقيصر القِردي الهُذلي. فارس وشاعر فصيح من أهل الحجاز عاش في عصر الخلافة الراشدة وأدرك العصر الأموي. شارك في فتح مصر مع جيش الخلافة الراشدة مع عمرو بن العاص وله احفاد في وادي نخله الشاميه (وادي المضيق) ويدعون "بالحكمان" .

## نسبه ونشأته
- مليح بن الحكم بن صخر بن أقيصر بن عمير بن زيد بن اياس بن سهم بن مؤمل بن حطيط بن زيد بن قرد بن معاوية بن تميم بن سعد بن هذيل بن مدركة بن الياس بن مضر بن نزار بن معد بن عدنان. [2][3]

ولد في عصر النبي محمد وكان والده الحكم بن صخر من صحابة النبي وكان رهطه ممن نصر وحارب مع النبي محمد في غزواته. فشهد جهاد قومة هذيل مع النبي محمد قائلا في شعرة:

## شاعرا
كان المليح بن الحكم من شعراء عصره وكان فصيحا مجيدا للشعر وجمع له السكري عدد من أشعاره في ديوانه المعروف ومن اشعاره ابيات قالها يفخر بقومه.
ومن اشهر قصائده قصيدة طويلة ذكر فيها شيئا من أخبار قومة وايامهم في الجاهلية ومنها.
وله قصائد عديده في ديوان الهذليين.

## شعر
كان مليح يعشق أمراه اسمها ليلى فكان يذكرها في قصائد عدة له ومن أبياته فيها.
وله العديد من القصائد عنها فكان من الشعراء المحبين.